# On the Night
On the Night — другий живий альбом англійської групи Dire Straits, який був випущений 10 травня 1993 року.

## Композиції
1. Calling Elvis - 10:25
2. Walk of Life - 5:06
3. Heavy Fuel - 5:23
4. Romeo and Juliet - 10:05
5. Private Investigations - 9:43
6. Your Latest Trick - 5:35
7. On Every Street - 7:01
8. You and Your Friend - 6:48
9. Money for Nothing - 6:28
10. Brothers in Arms - 8:54

## Учасники запису
- Марк Нопфлер — вокал, гітара
- Джон Їлслі — бас-гітара
- Гай Флетчер — клавіші
- Алан Кларк — клавіші

## Позиції у чартах
| Країна          | Позиція |
| --------------- | ------- |
| Австрія         | 1       |
| Канада          | 33      |
| Нідерланди      | 2       |
| Німеччина       | 7       |
| Нова Зеландія   | 10      |
| Норвегія        | 5       |
| Швеція          | 14      |
| Швейцарія       | 5       |
| Велика Британія | 4       |
| США             | 116     |